# Charlie Baker
Charles Duane Baker IV (Elmira, Nueva York; 13 de noviembre de 1956) es un político estadounidense, Gobernador del Estado de Massachusetts del 8 de enero de 2015 al 5 de enero de 2023. Fue funcionario del gabinete bajo dos gobernadores de Massachusetts, pasó diez años como CEO de Harvard Pilgrim Health Care y también fue el republicano candidato a gobernador de Massachusetts en una infructuosa 2010 contienda.
Criado en Needham, Massachusetts, Baker es el hijo de un republicano ejecutivo funcionario que trabajó bajo Ronald Reagan y Richard Nixon. Se graduó de la Universidad de Harvard y obtuvo un MBA de la Universidad de Northwestern 's Kellogg School of Management. En 1991, se convirtió en Massachusetts Subsecretario de Salud y Servicios Humanos bajo el gobernador William Weld. En 1992, fue nombrado Secretario de Salud y Servicios Humanos de Massachusetts. Luego se desempeñó como Secretario de Administración y Finanzas en virtud de soldadura y su sucesor Paul Cellucci.
Después de trabajar en el gobierno durante ocho años, Baker fue para convertirse en CEO de Harvard Vanguard Medical Associates y más tarde Harvard Pilgrim Health Care, una compañía de beneficios de salud sin fines de lucro. Durante este tiempo se desempeñó tres años como selectman de Swampscott, Massachusetts, y se considera una carrera para gobernador en 2006. Él dimitió en julio de 2009 para postularse para gobernador de Massachusetts en una plataforma de conservadurismo fiscal y social-liberalismo. Él era sin oposición en las primarias republicanas, pero perdió en la elección general al titular demócrata Deval Patrick. Correr para gobernador de nuevo, el 4 de noviembre de 2014, que ganó las elecciones generales contra la demócrata Martha Coakley.
Anunció en septiembre de 2019 que apoyaba el proceso de destitución contra Donald Trump.